# Gabriel Schachinger

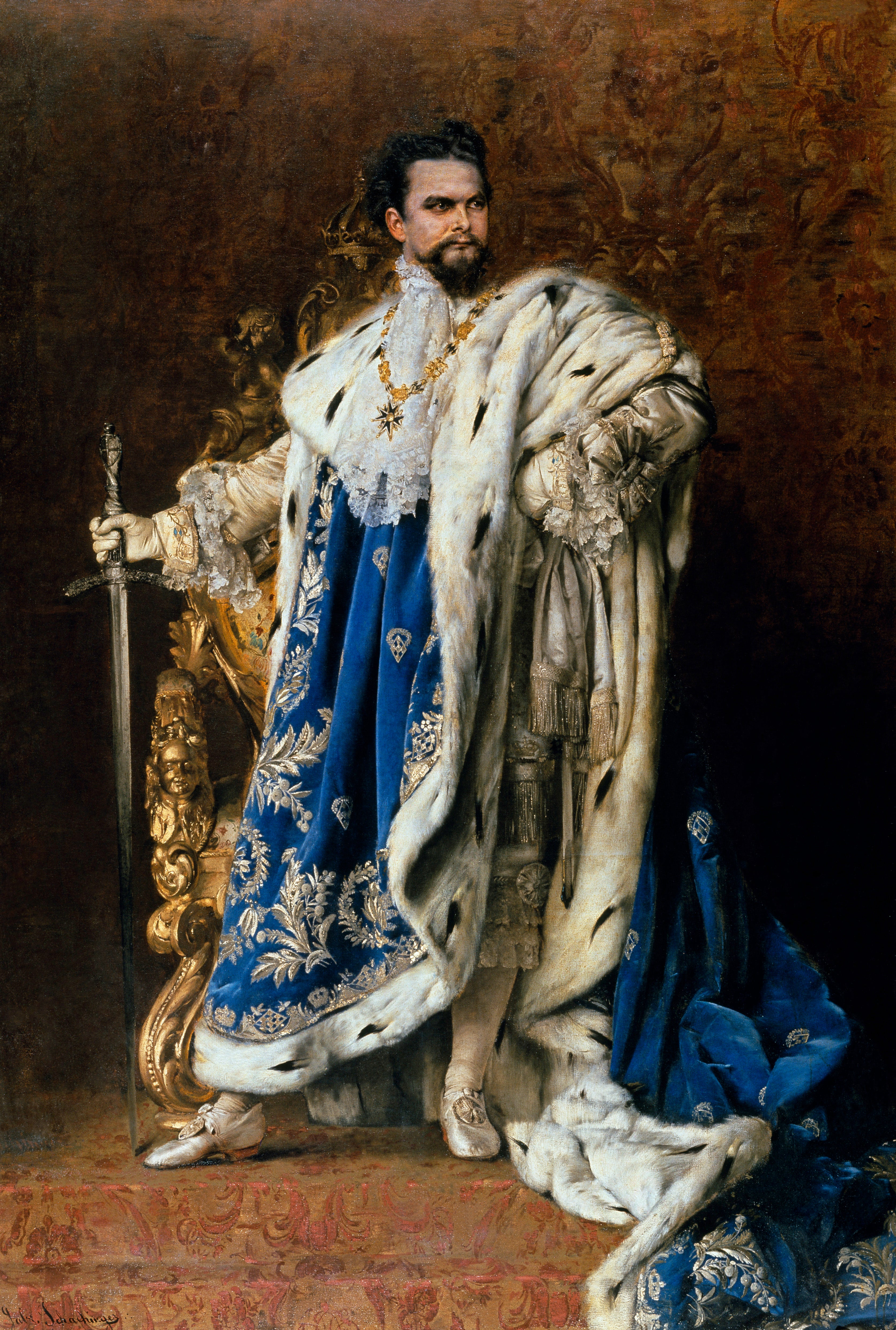
Ludwig II., gemalt von Gabriel Schachinger

Gabriel Schachinger (* 31. März 1850 in München; † 9. Mai 1912 in Eglfing) war ein deutscher Maler.
Der Sohn eines Vergolders studierte an der Kunstakademie München und erhielt seine künstlerische Ausbildung bei Hermann Anschütz, Alexander von Wagner und Karl von Piloty. Von 1876 bis 1878 hielt er sich als bayerischer Staats-Stipendiat in Italien auf.
Anschließend ließ Schachinger sich in München nieder. Zu seinen wichtigsten Werken gehören ein Deckengemälde für das Kurhaus Wiesbaden und ein Vorhang für das Hoftheater München. Ansonsten schuf er vor allem Porträts, Blumen-Stillleben und Genrebilder. Für den Sitzungssaal der Bayerischen Reichsratskammer porträtierte er die bayerischen Könige Max II. und Ludwig II. Sein bekanntestes, 1887 vollendetes Gemälde, zeigt König Ludwig im Gewand des Großmeisters des Ordens des heiligen Georgs und hängt im Museum von Schloss Herrenchiemsee.
Gabriel Schachinger heiratete 1881 Amalia Fruhmann (1857–1925). Der Ehe entsprangen fünf Kinder: Wilhelmine Fruhmann (1878–1912), Henriette Müller (1879–1956), Gabriele Dorn (1881–1961); seine Tochter Irene Volkhardt (1888–1966) war eine Opern- und Konzertsängerin, sein Sohn Walter Schachinger (1883–1962) Kunstmaler und Dirigent. 
 
Das Grab von Amalia und Gabriel Schachinger befindet sich auf dem Alten Südfriedhof in München. 
Fritz Schachinger († 1898), der Bruder des Malers, gründete 1877 in der Nähe der Kunstakademie die Firma 'Schachinger Malrequisiten und Zeichenmaterialien', die 1896 den Titel „Königlich Bayerischer Hoflieferant“ verliehen bekam und später von seinen Söhnen bzw. Enkeln fortgeführt wurde.